# Rudolf von Auerswald

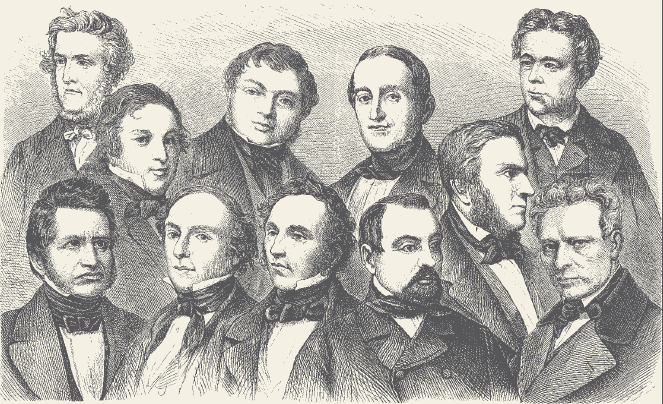
Députés du parlement uni prussien, de l'assemblée nationale prussienne et de Francfort

Rudolf von Auerswald (né le 1er septembre 1795 à Marienwerder et mort le 15 janvier 1866 à Berlin) est un fonctionnaire, ministre et ministre-président de Prusse.

## Famille et début de carrière
Rudolf von Auerswald est issu d'une ancienne famille noble originaire de Meißen. Elle trouve ses origines à Auerswalde, aujourd'hui un quartier de Lichtenau, dont des documents attestent l'existence depuis au moins 1263. Rudolf est le fils de Hans Jakob von Auerswald (1757–1833), trésorier et à partir de 1802 haut président de Königsberg. Il a pour frères le général-major Hans Adolf Erdmann von Auerswald (1792–1848) et le directeur général du Landschaftliche Kreditinstitute (de), le ministre prussien de l'Intérieur, Alfred von Auerswald (1797–1870).
Il passe sa jeunesse à Königsberg et se lie d'amitié avec le prince Guillaume, le futur Guillaume Ier. Après avoir terminé ses études il entre dans l'armée au premier régiment de la garde. Sous les ordres du général Yorck il prend part en 1812 aux campagnes dans la Livonie et le Kurzeme. Il participe ensuite entre 1813 et 1815 aux guerres contre Napoléon. Il reste dans l'armée jusqu'en 1821 où il a accédé au grade de Rittmeister (équivalent à capitaine de cavalerie).
En 1817, il épouse sa cousine la comtesse Adele Dohna-Lauck. Après avoir quitté l'armée il reçoit le domaine de Groß Rödersdorf (de) en province de Prusse-Orientale et devient administrateur (de) de l'arrondissement d'Heiligenbeil. En 1835, il est élu par le Landschaftliche Kreditinstitute (de), le crédit agricole prussien, directeur général (General-Landschaftsrath). En 1838, il devient par ailleurs maire de Königsberg.
En parallèle, en tant que noble, il est membre du parlement provincial de Prusse. Il y est un temps maréchal du parlement (de). Il fait partie de ceux qui en 1840, alors que le roi Frédéric-Guillaume IV vient de monter sur le trône, lui rappellent les engagements de 1815 où il est prévu que la Prusse se dote d'une constitution. Cette initiative est vue comme un acte fondateur pour le libéralisme dans les provinces de l'Est du royaume.
En 1842 il abandonne aussi bien ses fonctions parlementaires que son poste de maire et de directeur de banque pour devenir chef de gouvernement à Trèves.

## Révolution puis réaction
Immédiatement après le début de la révolution de mars en 1848, après l'arrivée au poste de ministre-président de Ludolf Camphausen il est nommé haut président de Prusse-Orientale. Après la démission de Camphausen, Auerswald devient à son tour ministre-président de Prusse. Le libéral originaire de la région rhénane David Hansemann garde une position clé dans le gouvernement. La présentation d'un projet d'une nouvelle constitution prussienne fait partie des tâches de son gouvernement. Les libéraux rhénans sont alors très inspirés par la constitution belge de 1831, une des plus libérales de son temps. Ce projet n'est cependant pas accepté par l'assemblée nationale prussienne, qui propose la charte Waldeck comme contre-projet. Auerswald quant à lui ne parvient pas à se maintenir à son poste plus d'un trimestre. Son départ est causé par la demande au gouvernement de l'assemblée nationale de lutter contre les forces réactionnaires au sein de l'armée.

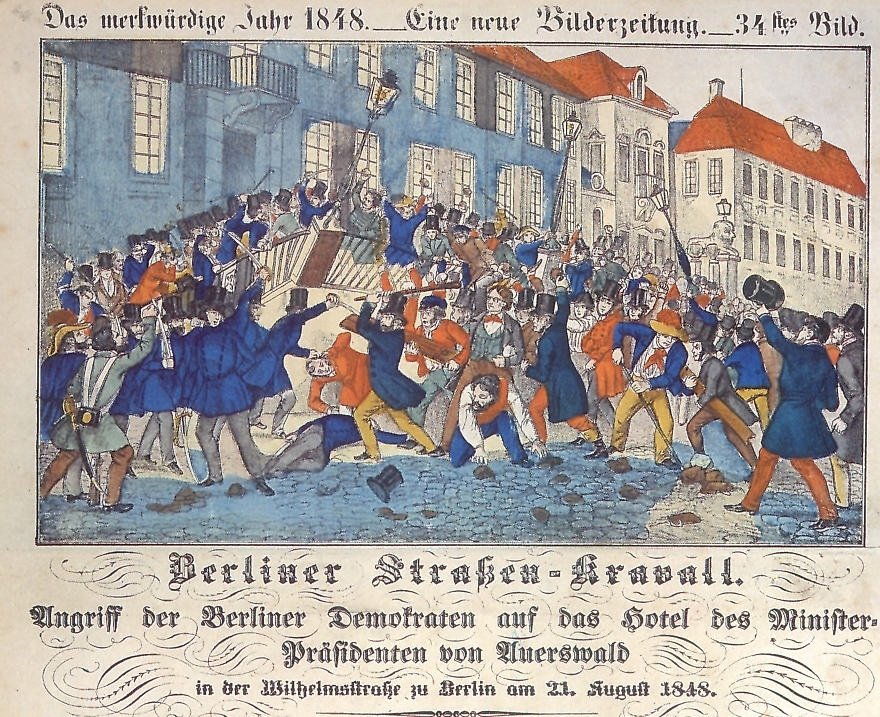
Émeute devant la demeure du ministre-président von Auerswald en août 1848

Après sa démission, il redevient haut président à Königsberg. Après la dissolution de l'assemblée nationale, la mise en place de la Constitution prussienne et l'élection d'un nouveau parlement, Auerswald décide de retourner sur la scène politique et devient président de la première chambre du parlement. Il y reste jusqu'en 1850. Il participe également à l'Union d'Erfurt en tant que président de cette assemblée.
Par la suite Auerswald est nommé haut président de la province de Rhénanie. Ses critiques vis-à-vis de la politique réactionnaire menée alors conduisent à son renvoi. Pendant presque 2 ans, il se retire de la vie publique et en profite pour voyager, notamment à Paris, en Italie et en Afrique du Nord.

## Au gouvernement pendant la nouvelle ère
En 1853, il revient à un poste de député au sein de la seconde chambre où il devient rapidement un des meneurs de l'opposition libérale. Il doit sa place aussi bien à sa personnalité qu'à sa relation privilégiée avec le prince Guillaume. Après que le gouvernement de Manteuffel ait démissionné et que Guillaume ait pris la régence, ce dernier nomme Karl Anton von Hohenzollern-Sigmaringen au poste de ministre-président. Auerswald obtient un poste de secrétaire d'État sans portefeuille. Il a toutefois le pouvoir de représentation du ministre-président et est de fait le vrai numéro 1 du gouvernement. L'ère libérale espérée par la population doit affronter la résistance de l'administration, l'opposition d'une partie de la cour et surtout la chambre des seigneurs de Prusse.
La réforme de l'armée de 1860 amène notamment Auerswald à lutter contre son propre clan, le parti libéral. Il tente néanmoins de servir d'intermédiaire entre le roi et le parlement, en vain. De nouvelles élections sont alors commandées, elles conduisent en 1861 le parti libéral à se scinder. Sans soutien parlementaire le gouvernement ne peut se maintenir. En mars 1862, von Auerswald et une grosse partie du cabinet démissionnent. Le gouvernement qui lui succède est celui conduit par Otto von Bismarck qui trouve une solution au problème.
Rudolf von Auerswald se retire ensuite définitivement de la vie politique. Étonnamment, malgré sa pensée libérale, il ne tombe pas en disgrâce. Il obtient même le titre honorifique de burgrave de Marienbourg. Il meurt en 1866 à Berlin.